# Rina Gonoi
Rina Gonoi, en japonais : 五ノ井 里奈, est une judoka japonaise et une ancienne militaire de la Force d'autodéfense terrestre japonaise (JGSDF). En 2021, elle est agressée sexuellement par des officiers supérieurs masculins de la JGSDF, ce qui l'oblige à quitter l'armée après que ses plaintes pour agression sexuelle aient été rejetées par des officiers supérieurs. En 2023 elle fait partie des 100 Women de la BBC. Le 4 mars 2023 elle se voit décerner le prix international de la femme de courage.